# Barcelona Sporting Club 1997
Questa voce raccoglie le informazioni riguardanti il Barcelona Sporting Club nelle competizioni ufficiali della stagione 1997.

## Stagione
Il calciomercato porta nella rosa del Barcelona due giocatori di rilevanza continentale: Antony de Ávila, colombiano, e Marco Etcheverry, boliviano, che risulteranno tra i principali artefici della vittoria del titolo nazionale. Il portiere titolare è Cevallos, mentre il secondo è Valencia; il terzo è l'esperto Mendoza, mentre il quarto è il giovane Villafuerte. Tra i difensori titolari vi sono Montanero, Noriega, George e Montaño. Il club ottiene il 13º titolo calcistico della propria storia. La prima fase del torneo vede il Barcelona chiudere al primo posto il suo gruppo, con 20 punti. Nel Clausura si trova nuovamente a primeggiare, grazie a 47 punti in 22 partite. Nella classifica complessiva è dunque in prima posizione: ottenuta la qualificazione al girone finale, vince anch'esso e diventa campione d'Ecuador.

## Maglie e sponsor
Lo sponsor ufficiale è Pilsener, mentre lo sponsor tecnico è Marathon.
| Casa | Trasferta |

## Rosa
| N. |                      | Ruolo | Calciatore              |
| -- | -------------------- | ----- | ----------------------- |
|    | Ecuador (bandiera)   | P     | José Cevallos           |
|    | Ecuador (bandiera)   | P     | Víctor Mendoza Cevallos |
|    | Ecuador (bandiera)   | P     | Emilio Valencia         |
|    | Ecuador (bandiera)   | P     | Edwin Villafuerte       |
|    | Ecuador (bandiera)   | D     | Claudio Alcívar         |
|    | Ecuador (bandiera)   | D     | Luis Capurro            |
|    | Ecuador (bandiera)   | D     | Fricson George          |
|    | Ecuador (bandiera)   | D     | Segundo Matamba         |
|    | Ecuador (bandiera)   | D     | Víctor Mina             |
|    | Ecuador (bandiera)   | D     | Jimmy Montanero         |
|    | Ecuador (bandiera)   | D     | Alberto Montaño         |
|    | Ecuador (bandiera)   | D     | Raúl Noriega            |
|    | Ecuador (bandiera)   | D     | Wagner Rivera           |
|    | Ecuador (bandiera)   | D     | Máximo Tenorio          |
|    | Argentina (bandiera) | C     | Oscar Acosta            |
|    | Argentina (bandiera) | C     | Fabián Alegre           |
|    | Ecuador (bandiera)   | C     | Carlos Alvarado         |
|    | Ecuador (bandiera)   | C     | Héctor Carabalí         |
|    | Bolivia (bandiera)   | C     | Marco Etcheverry        |

| N. |                      | Ruolo | Calciatore           |
| -- | -------------------- | ----- | -------------------- |
|    | Ecuador (bandiera)   | C     | José Gavica          |
|    | Brasile (bandiera)   | C     | Gilson Simões        |
|    | Ecuador (bandiera)   | C     | Luis Gómez           |
|    | Ecuador (bandiera)   | C     | José Mora            |
|    | Argentina (bandiera) | C     | Marcelo Morales      |
|    | Ecuador (bandiera)   | C     | Julio Rosero         |
|    | Ecuador (bandiera)   | C     | Joe Vargas           |
|    | Ecuador (bandiera)   | C     | Carlos Yánez         |
|    | Argentina (bandiera) | A     | Carlos Alfaro Moreno |
|    | Ecuador (bandiera)   | A     | Javier Angulo        |
|    | Ecuador (bandiera)   | A     | Nicolás Asencio      |
|    | Ecuador (bandiera)   | A     | Raúl Avilés          |
|    | Ecuador (bandiera)   | A     | Arlin Ayoví          |
|    | Colombia (bandiera)  | A     | Antony de Ávila      |
|    | Ecuador (bandiera)   | A     | Agustín Delgado      |
|    | Ecuador (bandiera)   | A     | Teodoro Jauch        |
|    | Brasile (bandiera)   | A     | Robson               |
|    | Ecuador (bandiera)   | A     | Manuel Uquillas      |

## Statistiche

### Statistiche di squadra
| Competizione | Punti | Totale | Totale | Totale | Totale | Totale | Totale |
| Competizione | Punti | G      | V      | N      | P      | Gf     | Gs     |
| ------------ | ----- | ------ | ------ | ------ | ------ | ------ | ------ |
| Serie A      | 86    | 42     | 24     | 8      | 6      | 74     | 33     |
| Totale       | 86    | 42     | 24     | 8      | 6      | 74     | 33     |

### Statistiche dei giocatori[8]
| Giocatore        | Campionato | Campionato | Campionato | Campionato | Coppe nazionali | Coppe nazionali | Coppe nazionali | Coppe nazionali | Coppe continentali | Coppe continentali | Coppe continentali | Coppe continentali | Altre Coppe | Altre Coppe | Altre Coppe | Altre Coppe | Totale | Totale | Totale | Totale |
| Giocatore        | Pres       | Gol        | Am         | Esp        | Pres            | Gol             | Am              | Esp             | Pres               | Gol                | Am                 | Esp                | Pres        | Gol         | Am          | Esp         | Pres   | Gol    | Am     | Esp    |
| ---------------- | ---------- | ---------- | ---------- | ---------- | --------------- | --------------- | --------------- | --------------- | ------------------ | ------------------ | ------------------ | ------------------ | ----------- | ----------- | ----------- | ----------- | ------ | ------ | ------ | ------ |
| O. Acosta        | 5          | 0          | 0          | 0          |                 |                 |                 |                 |                    |                    |                    |                    |             |             |             |             | 5      | 0      | 0      | 0      |
| C. Alcívar       | 5          | 0          | 0          | 0          |                 |                 |                 |                 |                    |                    |                    |                    |             |             |             |             | 5      | 0      | 0      | 0      |
| F. Alegre        | 4          | 2          | 0          | 0          |                 |                 |                 |                 |                    |                    |                    |                    |             |             |             |             | 4      | 2      | 0      | 0      |
| C. Alfaro Moreno | 13         | 7          | 4          | 0          |                 |                 |                 |                 |                    |                    |                    |                    |             |             |             |             | 13     | 7      | 4      | 0      |
| C. Alvarado      | 4          | 0          | 0          | 0          |                 |                 |                 |                 |                    |                    |                    |                    |             |             |             |             | 4      | 0      | 0      | 0      |
| J. Angulo        | 4          | 0          | 4          | 1          |                 |                 |                 |                 |                    |                    |                    |                    |             |             |             |             | 4      | 0      | 4      | 1      |
| N. Asencio       | 42         | 18         | 2          | 0          |                 |                 |                 |                 |                    |                    |                    |                    |             |             |             |             | 42     | 18     | 2      | 0      |
| R. Avilés        | 14         | 4          | 7          | 0          |                 |                 |                 |                 |                    |                    |                    |                    |             |             |             |             | 14     | 4      | 7      | 0      |
| A. Ayoví         | 1          | 0          | 0          | 0          |                 |                 |                 |                 |                    |                    |                    |                    |             |             |             |             | 1      | 0      | 0      | 0      |
| L. Capurro       | 25         | 1          | 7          | 0          |                 |                 |                 |                 |                    |                    |                    |                    |             |             |             |             | 25     | 1      | 7      | 0      |
| H. Carabalí      | 31         | 0          | 10         | 2          |                 |                 |                 |                 |                    |                    |                    |                    |             |             |             |             | 31     | 0      | 10     | 2      |
| J. Cevallos      | 42         | -?         | 12         | 0          |                 |                 |                 |                 |                    |                    |                    |                    |             |             |             |             | 42     | -?     | 12     | 0      |
| A. de Ávila      | 17         | 10         | 4          | 0          |                 |                 |                 |                 |                    |                    |                    |                    |             |             |             |             | 17     | 10     | 4      | 0      |
| A. Delgado       | ?          | 12         | ?          | ?          |                 |                 |                 |                 |                    |                    |                    |                    |             |             |             |             | ?      | 12     | ?      | ?      |
| M. Etcheverry    | 13         | 6          | 0          | 0          |                 |                 |                 |                 |                    |                    |                    |                    |             |             |             |             | 13     | 6      | 0      | 0      |
| J. Gavica        | 30         | 3          | 1          | 0          |                 |                 |                 |                 |                    |                    |                    |                    |             |             |             |             | 30     | 3      | 1      | 0      |
| F. George        | 17         | 0          | 4          | 0          |                 |                 |                 |                 |                    |                    |                    |                    |             |             |             |             | 17     | 0      | 4      | 0      |
| Gilson Simões    | 6          | 2          | 0          | 0          |                 |                 |                 |                 |                    |                    |                    |                    |             |             |             |             | 6      | 2      | 0      | 0      |
| L. Gómez         | 38         | 3          | 5          | 2          |                 |                 |                 |                 |                    |                    |                    |                    |             |             |             |             | 38     | 3      | 5      | 2      |
| T. Jauch         | 2          | 0          | 0          | 0          |                 |                 |                 |                 |                    |                    |                    |                    |             |             |             |             | 2      | 0      | 0      | 0      |
| S. Matamba       | 0          | 0          | 0          | 0          |                 |                 |                 |                 |                    |                    |                    |                    |             |             |             |             | 0      | 0      | 0      | 0      |
| V. Mendoza       | 0          | 0          | 0          | 0          |                 |                 |                 |                 |                    |                    |                    |                    |             |             |             |             | 0      | 0      | 0      | 0      |
| V. Mina          | 3          | 0          | 0          | 0          |                 |                 |                 |                 |                    |                    |                    |                    |             |             |             |             | 3      | 0      | 0      | 0      |
| J. Montanero     | 18         | 1          | 5          | 1          |                 |                 |                 |                 |                    |                    |                    |                    |             |             |             |             | 18     | 1      | 5      | 1      |
| A. Montaño       | 30         | 2          | 3          | 1          |                 |                 |                 |                 |                    |                    |                    |                    |             |             |             |             | 30     | 2      | 3      | 1      |
| J. Mora          | 5          | 0          | 0          | 0          |                 |                 |                 |                 |                    |                    |                    |                    |             |             |             |             | 5      | 0      | 0      | 0      |
| M. Morales       | 38         | 4          | 9          | 2          |                 |                 |                 |                 |                    |                    |                    |                    |             |             |             |             | 38     | 4      | 9      | 2      |
| R. Noriega       | 31         | 2          | 7          | 2          |                 |                 |                 |                 |                    |                    |                    |                    |             |             |             |             | 31     | 2      | 7      | 2      |
| W. Rivera        | 5          | 0          | 1          | 0          |                 |                 |                 |                 |                    |                    |                    |                    |             |             |             |             | 5      | 0      | 1      | 0      |
| Robson           | 15         | 3          | 2          | 0          |                 |                 |                 |                 |                    |                    |                    |                    |             |             |             |             | 15     | 3      | 2      | 0      |
| J. Rosero        | 23         | 1          | 11         | 0          |                 |                 |                 |                 |                    |                    |                    |                    |             |             |             |             | 23     | 1      | 11     | 0      |
| M. Tenorio       | 25         | 0          | 8          | 0          |                 |                 |                 |                 |                    |                    |                    |                    |             |             |             |             | 25     | 0      | 8      | 0      |
| M. Uquillas      | 8          | 1          | 0          | 0          |                 |                 |                 |                 |                    |                    |                    |                    |             |             |             |             | 8      | 1      | 0      | 0      |
| E. Valencia      | 2          | -?         | 0          | 0          |                 |                 |                 |                 |                    |                    |                    |                    |             |             |             |             | 2      | -?     | 0      | 0      |
| J. Vargas        | 10         | 0          | 2          | 1          |                 |                 |                 |                 |                    |                    |                    |                    |             |             |             |             | 10     | 0      | 2      | 1      |
| E. Villafuerte   | 0          | 0          | 0          | 0          |                 |                 |                 |                 |                    |                    |                    |                    |             |             |             |             | 0      | 0      | 0      | 0      |
| C. Yánez         | 2          | 0          | 1          | 1          |                 |                 |                 |                 |                    |                    |                    |                    |             |             |             |             | 2      | 0      | 1      | 1      |